# گنگوچنا وانگتسوتسکا
گنگوچنا وانگتسوتسکا (به لاتین: Gniewczyna Łańcucka) یک روستا در لهستان است که در گمینا ترنگچا واقع شده‌است. گنگوچنا وانگتسوتسکا ۲٬۲۰۳ نفر جمعیت دارد.